# Góry Katalońskie
Góry Katalońskie (hiszp.: Cordilleras Costero Catalanas; kat.: Sistema Mediterrani Català) – góry w północno-wschodniej Hiszpanii rozciągające się na długości ok. 250 km wzdłuż brzegu Morza Śródziemnego, od Pirenejów do doliny rzeki Ebro. 
Składają się z dwóch równoległych pasm górskich oddzielonych od siebie zapadliskiem tektonicznym. Najwyższy szczyt, Turó de l'Home, wznosi się na wysokość 1712 m n.p.m. Góry zbudowane są z paleozoicznych skał krystalicznych (granit, kwarcyt i inne) oraz wapieni, piaskowców i łupków z ery mezozoicznej i kenozoicznej. Występują formy krasowe. Góry porośnięte są zaroślami makii, lasami z dębem korkowym, kasztanowcem, bukiem, sosną alepską i pinią. Na przedgórzach występują liczne plantacje, sady i pola uprawne (oliwki, winorośl, kukurydza, pszenica). Klimat podzwrotnikowy śródziemnomorski.